# Projektivní grupa
Projektivní grupa je v matematice grupa, která je přirozenou grupou symetrie projektivního prostoru.

## Formální definice
Pro vektorový prostor V nad tělesem F je projektivní grupa definována
{\displaystyle PGL(V):=GL(V)/Z(V),}
kde {\displaystyle Z(V)} je centrum {\displaystyle PGL(V)}. Protože centrum grupy je vždy normální podgrupa, je příslušná faktorová grupa dobře definována.
Podobně speciální projektivní grupa je definována
{\displaystyle PSL(V):=SL(V)/SZ(V),}
kde {\displaystyle SL(V)} je speciální lineární grupa a {\displaystyle SZ(V)} její centrum.
V případě, že vektorový prostor dimenze {\displaystyle n} je nad tělesem, v kterém každý prvek má {\displaystyle n}-tou odmocninu, obě grupy se rovnají.
Projektivní grupa má přirozenou akci na projektivním prostoru {\displaystyle \mathbb {FP} ^{n-1}}.

## Příklad
Komplexní projektivní přímku můžeme přirozeně ztotožnit s Riemannovou sférou transformací {\displaystyle (z,w)\mapsto z/w} a {\displaystyle (z,0)\mapsto \infty }.
Projektivní grupa {\displaystyle PSL(2,\mathbb {C} )} pozůstává ze všech lineárních lomených funkcí
{\displaystyle z\mapsto {\frac {az+b}{cz+d}}}
kde {\displaystyle ad-bc\neq 0}.